# Максиміліан Франц (архієпископ Кельна)
Максиміліан Франц Ксавьєр Йозеф Йоганн Антон де Паула Венцель Австрійський (нім. Maximilian Franz Xaver Joseph Johann Anton de Paula Wenzel von Österreich; 8 грудня 1756 — 26 липня 1801) — церковний і державний діяч Священної Римської імперії, 63-й архієпископ Кельна-курфюрст і 35-й герцог Вестфалії в 1784—1801 роках, ерцгерцог.

## Життєпис
Походив з династії Габсбург-Лотаринген. Молодший син імператора Франца I й Марії-Терезії Габсбург. Народився 1756 року у Відні, в палаці Гофбург. Батько помер, коли Максиміліану Францу було 9 років, його виховання взяла на себе мати. 1767 року отримав Великий Хрест ордена Святого Стефана. Декілька разів за дорученням матері відвідував Угорське королівство. 1769 року обирається коад'ютором великого магістра Тевтонського ордену Карла Лотаринзького.
1770 року висвячено на лицаря Тевтонського ордену. 1774 року здійснив велику подорож Німеччиною, Нідерландами, Італією та Францією. Під час перебування при Версальському дворі у нього розвинулася стійка неприязнь до французької знаті. З нагоди свого перебування в Зальцбурзі Вольфганг Амадей Моцарт створив на його честь оперу «Король-пастух». 1777 року склав меморандум з різними пропозиціями щодо реформ.
Оскільки його мати хотіла зробити Максиміліана Франца палатином Угорщини, він отримав знання у військовій галузі та пройшов відповідну підготовку в Угорщині. Під час війни за баварську спадщину супроводжував свого брата Йозефа II, який високо оцінив його здібності. Втім Максиміліан Франц настільки важко захворів, що від будь-якої думки про військову професію та посаду палатина треба було відмовитися. Пухлини на обох ногах довелося видалити хірургічним шляхом.
Після цього за наполяганням матері для нього було обрано церковну діяльність. За підтримки кельнського президент-міністра Каспара Антона фон Бельдербуша вдалося переконати архієпископа Кельнського Максиміліана Фрідріха фон Кенігзегг-Ротенфельса сприяти обранню Максиміліана Франца його коад'ютором у Кельні та Мюнстері. Максиміліана Франца також підтримала Франція, а проти виступили Пруссія та Велика Британія. Попри це 1780 року його обрано коад'ютором. Наприкінці того ж року стає великим магістром Тевтонського ордену.
1784 року після смерті Максиміліана Фрідріха обирається спочатку архієпископом Кельна, а трохи згодом — Мюнстерським єпископом. Невдовзі висвячено на іподиякона, а 1785 року — на єпископа. З самого початку намагався зменшити витрати свого двору, запровадивши сувору економію. Також намагався проводити реформи в дусі Просвітництва.
1784 року впровадив нові норми для діяльності пожежної служби. 1786 року запровадив у Бонні апеляційний суд Кельнського аріхєпископства. Також були докладені зусилля для прискорення розгляду справ. Крім того, катування було майже повністю скасовано. 1787 року в Арнсберзі (столиці Вестфалії) також було створено апеляційний суд. 1789 року для запобігання виснаженню лісів прийняті правила охорони лісу.
Велику увагу приділяв освітній реформі. Для підготовки вчителів були засновані школи. Педагоги повинні були скласти іспит перед наймом. Також курфюрст намагався запровадити обов'язкову освіту. Шкільні фонди були створені для Кельнського архієпископства і герцогства Вестфальського. На основі системи початкової школи також було заплановано реформування університетів. Шкільна система підпорядковувалася державній адміністрації (шкільній комісії). Її керівником був Франц Обертур.
Водночас протягом правління Максиміліан Франц намагався посилити владу і юрисдикцію архієпископа в церковних справах й на духовних осіб. Продовжив політику попередника щодо обмеження втручання папських нунціїв в свої справи. Зрештою заборонив нунцію в Кельні Карло Антоніо Беллісомі здійснювати свої повноваження та приєднався до опозиції німецьких архієпископів проти папи римського.
У зовнішній політиці спочатку дотримувався австрійського курсу. Але вже 1784 року виступив проти плану обміну Баварії на Австрійські Нідерланди. Потім вів перемовини з Ганновером і Майнцьким курфюрством про утворення союзу, що збалансував би вплив Пруссії та Австрії в Німеччині, проте без особливого успіху.
З початком Французької революції у 1789 році міста Кельнського архієпископства стали місцем притулку емігрантів-аристократів. Але забороняв формувати мігрантські військові загони та відмовився приєднуватися до антифранцузької коаліції.
У 1791 році усі фабрики та майстерні у Вестфальському герцогстві були звільнені від необхідності бути членом цехів або гільдій. Продовженню реформ завадила війна, оскільки війська Першої антифранцузької коаліції рухалися через землі Рейнланду і Вестфалії. 1792 року французькі республіканські війська у відповідь зайняли Бонн. Максиміліан Франц вимушений був тікати до Вестфалії. Невдовзі оселився в Мюнстері.
У 1794 році після повернення до Бонну, наказав вперше провести допризовну підготовку рекрутів. Але вже в жовтні того ж року під тиском французьких військ знову залишив Бонн. Спочатку мешкав в Дорстейні, а згодом перебрався до Мергентайма, резиденції Тевтонського ордену. 1795 року за Базельським миром військову владу в Мюнстерському єпископстві отримала Пруссія. За Кампо-Формійським миром курфюрст Максиміліан Франц втратив володіння на Лівобережжі Рейну. 1798 року відповідно до Раштаттського миру повинен був отримати компенсацію за втрачені володіння. 1799 року видав шкільний регламент, який набув чинності лише у Вестфалії через бойові дії.
1801 року положення укладеного Люневільського миру підтверджували законність отримання компенсацій за втрачені Максиміліаном Францом землі на лівому березі Рейну. В цей час він потерпав через ожиріння, сонливість, депресію та водянку. Помер того ж року в Гецендорфі біля Відня. Поховано в склепі капуцинів.